# 草野博紀
草野博紀（1988年2月15日—）日本前傑尼斯事務所旗下藝人，原NEWS成員。2006年，因被雜誌刊登疑似未成年飲酒照宣布停止藝能活動，並降為研修生身份。2008年1月，自研修生畢業，之後以個人身份進行藝能活動。2008年4月留學後即退出傑尼斯事務所。目前事務所為INGEAR artist Promotion。現為樂隊Porehead的主唱。

## 個人簡介
- 2001年2月4日 加入傑尼斯事務所。
- 家中成員有爸爸、媽媽、姐姐及兩個妹妹。
- 愛犬的名字是「リッキー」。
- 對體育非常擅長。中小學時期在打棒球。
- 擁有的iPod的內容是大體上都是西洋音樂。是西洋音樂迷，特別喜歡Usher。Justin Timberlake崇拜著。
- 即使到了現在也相信有聖誕老人。
- 喜歡收集休閒服。
- 2008年4月13日正式出國留學,地點:NEW YORK。並退出傑尼斯事務所
- 2010年4月9日擔任新成立品牌「Cailly☆Coo」的專屬模特兒。

### 過往及現在參加團體
- Supporting
- J-Support
- K.K.Kity
- J2000
- ジャニーズ草野球チーム
- NEWS

## 演出歷程

### 電視節目
- 裸の少年（朝日電視台）
- ザ少年倶楽部（NHKBS2）
- Ya-Ya-yah（東京電視台系）

### 電視劇
- 《劇團演技者》—離家遙遠(家が遠い) 飾演 木田  (2005年9月14日 - 2005年10月26日)

### 廣播節目
- NEWS Kick and Spin Muzik（FM yokohama）  (2005年4月7日 - 2006年3月31日)

播出時間：日本時間　毎週四 21:25～21:45
與加藤円夏（マディ）一起主持，在節目裡都稱他為「ノーマン」

### 舞台劇
- PLAYZONE2007 Change2Chance  (2007年7月9日 - 2007年9月7日)

### 網上直播節目
- 「FRESH! by AbemaTV」【porehead 草野博紀のサシ飲み】[2]日本時間 每週三 20:00開始 (2017年2月15日 - )

## 演唱歷程

### 單曲
- 2003年11月17日　NEWSニッポン(NewS Nippon)
- 2004年5月12日　希望～Yell～
- 2004年8月11日　紅く燃ゆる太陽
- 2005年3月16日　チェリッシュ(Cherish 珍惜)
- 2005年7月13日　TEPPEN

### 迷你專輯
- 2015年2月4日 Amethyst[3]
- 2016年10月12日 Lotus Flower[3]

### 專輯
- 2005年4月27日　Touch
- 2007年9月5日　PLAYZONE2007 Change2Chance-第1幕-オリジナルサウンドトラック

### DVD
- 2004年4月7日　NEWSニッポン0304（NEWS Nippon）
- 2005年4月20日　SUMMARY of Johnnys World

### 獨唱曲（SOLO）
1. SHE'S ALL MINE

## 外部連結
- 草野博紀 Official Website
- 草野博紀 Official Blog「K lets go」Powered by Ameba: （页面存档备份，存于）（2012年10月-）